# 플루오레세인
플루오레세인(fluorescein)은 물과 알코올에 살며시 용해된 짙은 황색/빨간색의 파우더로 이용할 수 있는 합성 유기 화합물의 하나이다. 형광 트레이서로 수많은 분야에 널리 응용된다.
또, 플루오레세인은 460 나노미터의 등흡수점을 가지고 있다. 플루오레세인은 색상 첨가제로도 알려져 있다. (D&C 황색 번호 7)

## 합성
플루오레세인은 아돌프 폰 바이어가 1871년 처음 합성하였다. 프리델-크래프츠 반응을 통해 염화 아연이 있는 데에서 프탈산 무수물과 레조르시놀을 가지고 준비할 수 있다.

## 용도
흔히 노란색 형광펜 등의 염료, 관개 시설의 누출 감지, 생물학에서의 염색, 각막 결막 염색(이를 통해 안구건조증 진단)에 사용된다.

## 안전
정량 사용시 큰 문제는 없으나, 과량 투여 시 구역질, 구토, 두드러기, 급성 저혈압, 과민증, 심정지, 등을 포함한 부작용을 초래할 수 있으며, 극히 일부에서 과민증으로 인한 돌연사가 보고된 적이 있다.

## 같이 보기
- 에오신
- 머큐로크롬
- 에리트로신
- 메틸렌 블루